# Гили (острова)
Острова Ги́ли (индон. Kepulauan Gili) — группа островов у северо-западного побережья индонезийского острова Ломбок. В составе гряды, вытянутой практически строго с запада на восток, три острова: Траванган, Мено и Аэр. Общая площадь островов около 15 км². Административно они составляют одну территориальную единицу низшего уровня — деревню под названием Гили-Индах (Gili Indah), входящую в состав района Пеменанг, относящегося к округу Северный Ломбок провинции Западная Нуса-Тенгара.
Обычно именно эти острова традиционно называют Гили, хотя само слово gili с сасакского языка переводится как «маленький остров» и применяется по отношению к любому небольшому острову вблизи побережья островов Ломбок и Сумбава.

## Культура
Острова Гили являются туристическим местом, которое посещают туристы из разных стран. На островах Гили запрещены моторизованные транспортные средства. Передвигаться можно пешком, на велосипеде или в традиционной ломбокской конной повозке чидомо.
95 % жителей — мусульмане.